# 17746 Haigha
17746 Haigha è un asteroide della fascia principale. Scoperto nel 1998, presenta un'orbita caratterizzata da un semiasse maggiore pari a 2,3683089 UA e da un'eccentricità di 0,1596435, inclinata di 7,86447° rispetto all'eclittica.